# Levantamento de peso nos Jogos Pan-Americanos de 2019 - Mais de 109 kg masculino
A categoria mais de 109 kg masculino do levantamento de peso nos Jogos Pan-Americanos de 2019 foi disputada em 30 de julho  no Coliseo Mariscal Caceres, em Lima. 

## Calendário
Horário local (UTC-5).
| Data        | Horário | Fase  |
| ----------- | ------- | ----- |
| 30 de julho | 17:00   | Final |

## Medalhistas
| Ouro   | BRA Fernando Reis  |
| Prata  | CUB Luis Lauret    |
| Bronze | MEX Raúl Manríquez |

## Resultados
| Pos.              | Halterofilista     | Grupo | Arranque (kg) | Arremesso (kg) | Total (Kg) |
| ----------------- | ------------------ | ----- | ------------- | -------------- | ---------- |
| Medalha de ouro   | BRA Fernando Reis  | A     | 190           | 230            | 420        |
| Medalha de prata  | CUB Luis Lauret    | A     | 181           | 218            | 399        |
| Medalha de bronze | MEX Raúl Manríquez | A     | 175           | 218            | 393        |
| 4                 | ECU Fernando Salas | A     | 178           | 206            | 384        |
| 5                 | GUA Gilberto Lemus | A     | 170           | 205            | 375        |